# Хоџенвил (Кентаки)
Хоџенвил (енгл. Hodgenville) град је у америчкој савезној држави Кентаки. Овде је рођен Абрахам Линколн, 16. председник Сједињених Америчких Држава.

## Демографија
По попису из 2010. године број становника је 3.206, што је 332 (11,6%) становника више него 2000. године.
| Група             | 2000.         | 2010.         |
| Белци             | 2.468 (85,9%) | 2.673 (83,4%) |
| Афроамериканци    | 324 (11,3%)   | 276 (8,6%)    |
| Азијати           | 2 (0,1%)      | 1 (0,0%)      |
| Хиспаноамериканци | 34 (1,2%)     | 194 (6,1%)    |
| Укупно            | 2.874         | 3.206         |